# Gruska
Gruska je desni pritok potoka Buča, ki se južno od vasi Sedlarjevo kot desni pritok izliva v reko Sotla, mejno reko med Slovenijo in Hrvaško. Potok je poimenovan po bližnji zatrepni dolini in kraškem izviru – Gruski jami. 